# Ministeri de Turisme d'Andorra
El Ministeri de Turisme d'Andorra és un dels departaments ministerials del Govern d'Andorra. Té l'objectiu de desenvolupar el sector turístic, i s'encarrega també dels àmbits del comerç i el consum. El titular actual és Jordi Torres Falcó, que també té a càrrec les competències de telecomunicacions.

## Llista de ministres de Turisme
| Legislatura                                          | Nom                                     | Nom                                     | Inici mandat                            | Fi mandat                               | Partit polític                          | Partit polític                          |
| Consellers de Turisme i Esports (-1994)              | Consellers de Turisme i Esports (-1994) | Consellers de Turisme i Esports (-1994) | Consellers de Turisme i Esports (-1994) | Consellers de Turisme i Esports (-1994) | Consellers de Turisme i Esports (-1994) | Consellers de Turisme i Esports (-1994) |
| ---------------------------------------------------- | --------------------------------------- | --------------------------------------- | --------------------------------------- | --------------------------------------- | --------------------------------------- | --------------------------------------- |
| 1989–1992                                            |                                         | Càndid Naudi Mora                       | 22 de gener de 1990                     | 25 febrer de 1991                       |                                         | Independent                             |
| 1989–1992                                            |                                         | Antoni Armengol i Aleix                 | 9 d'octubre de 1991                     | 7 de maig de 1992                       |                                         | Independent                             |
| constituent                                          |                                         | Xavier Espot Miró                       | 7 de maig de 1992                       | 1r de febrer de 1994                    |                                         | Independent                             |
| Ministeri de Medi Ambient i Turisme (1996-1998)      |                                         |                                         |                                         |                                         |                                         |                                         |
| I                                                    |                                         | Enric Pujal Areny                       | 23 de febrer de 1996                    | 8 d'octubre de 1998                     |                                         | Partit Liberal d'Andorra                |
| II                                                   |                                         | Enric Pujal Areny                       | 23 de febrer de 1996                    | 8 d'octubre de 1998                     |                                         | Partit Liberal d'Andorra                |
| Ministeri de Turisme i Cultura (1998-2002)           |                                         |                                         |                                         |                                         |                                         |                                         |
| II                                                   |                                         | Enric Pujal Areny                       | 8 d'octubre de 1998                     | 12 d'abril de 2002                      |                                         | Partit Liberal d'Andorra                |
| III                                                  |                                         | Enric Pujal Areny                       | 8 d'octubre de 1998                     | 12 d'abril de 2002                      |                                         | Partit Liberal d'Andorra                |
| Ministeri de Presidència i Turisme (2002-2005)       |                                         |                                         |                                         |                                         |                                         |                                         |
| III                                                  |                                         | Enric Pujal Areny                       | 12 d'abril de 2002                      | 5 de juny de 2005                       |                                         | Partit Liberal d'Andorra                |
| Ministeri de Turisme i Medi Ambient (2005-2009)      |                                         |                                         |                                         |                                         |                                         |                                         |
| IV                                                   |                                         | Antoni Puigdellívol Riberaygua          | 8 de juny de 2005                       | 8 de juny de 2009                       |                                         | Partit Liberal d'Andorra                |
| Ministeri de Turisme, Comerç i Indústria (2010-2011) |                                         |                                         |                                         |                                         |                                         |                                         |
| V                                                    |                                         | Claudi Benet Mas                        | 24 de març de 2010                      | 13 de maig de 2011                      |                                         | Partit Socialdemòcrata                  |
| Ministeri de Turisme (2011-)                         |                                         |                                         |                                         |                                         |                                         |                                         |
| VI                                                   |                                         | Francesc Camp Torres                    | 13 de maig de 2011                      | 21 de maig de 2019                      |                                         | Demòcrates per Andorra                  |
| VII                                                  |                                         | Francesc Camp Torres                    | 13 de maig de 2011                      | 21 de maig de 2019                      |                                         | Demòcrates per Andorra                  |
| VIII                                                 |                                         | Verònica Canals Riba                    | 22 de maig de 2019                      | 19 de maig de 2021                      |                                         | Liberals d'Andorra                      |
| Ministeri de Turisme i Telecomunicacions (2021-)     |                                         |                                         |                                         |                                         |                                         |                                         |
| VIII                                                 |                                         | Jordi Torres Falcó                      | 20 de maig de 2021                      | en el càrrec                            |                                         | Demòcrates per Andorra                  |